# Елевсина
Елевсина (Eleusine) — рід тонконогових (злакових, Poaceae), що містить близько 9 видів, вісім з яких походять з Африки, а дев'ятий з Південної Америки. Найвідоміший вид Eleusine indica, поширений бур'ян. Eleusine coracana культивується в Індії та деяких країнах Африки.